# Aquilio
Aquilio (in latino Aquilius; Roma, II secolo a.C. – I secolo a.C.) è stato un commediografo romano.

## Biografia
Di Aquilio non abbiamo termini biografici e cronologici. Fu sicuramente posteriore a Plauto ed anteriore a Varrone, che lo cita. Inoltre, che fosse imitatore plautino lo attesta anche Aulo Gellio.

## Boeotia
Fu forse autore della commedia Boeotia, attribuita da altri a Plauto e di cui parla Varrone nel De lingua Latina.

L'unico frammento di lui pervenuto è citato da Gellio:
colui che ha inventato l'orologio

e quei che prima in piazza mise questa

dannata meridiana, che m'ha franto

tutta la mia giornataǃ Perché prima,

quand'ero ragazzino, l'orologio

era la pancia mia, ehǃ, la migliore

e la più esatta tra tutte codesteː

quando dava il segnale, si mangiava,

se mai ce n'era...e invece adesso, niente,

non puoi mangiare, se non garba al sole

e l'urbe ora trabocca di gnomoni

e tutti arrancano, morti di fameǃ»
(Aquilio, fr. 1 R. - trad. A. D'Andria)
Proprio Gellio, inoltre, afferma che già da una lettura di questo canticum di un parassita si evidenzia come la Boeotia non fosse di Aquilio, ma di Plauto stesso, visto che i termini risultano plautinissimi.